# Range Rover Velar
Range Rover Velar — компактный кроссовер премиум-класса, производства британской автомобильной компании Land Rover. Четвертая модель в линейке Range Rover была представлена 1 марта 2017 года в Лондоне. Выпущен летом 2017 года.
Название «Velar» ранее использовалось для тестовых прототипов Range Rover первого поколения в 1969 году. Самый обтекаемый Range Rover в истории марки, коэффициент аэродинамического сопротивления 0,32.

## История создания
Ранние прототипы будущего Velar давали предположение в появлении псевдокупейного внедорожника в стиле BMW X4 и Mercedes-Benz GLС Coupe, однако это не так. 22 марта 2017 года компания Land Rover показала первое изображение нового внедорожника, который получил название Range Rover Velar.
Производится на заводе в Солихалле.

## Технические характеристики

### Платформа
Построенный на платформе Jaguar Land Rover iQ[Al] (D7a), Range Rover Velar разделяет ряд компонентов с моделями Jaguar F-Pace, XF, и XE, в частности, его алюминиевую платформу и колёсную базу размером 2874 мм.

## Комплектации
- Base Standard
- Base R-Dynamic
- S Standard
- S R-Dynamic
- SE Standard
- SE R-Dynamic
- HSE Standard
- HSE R-Dynamic

## Безопасность
В 2017 году Range Rover Velar прошёл тестирование по методике EuroNCAP и получил рейтинг 5 баллов:
| Euro NCAP                                                             | Euro NCAP | Euro NCAP | Euro NCAP             |
| --------------------------------------------------------------------- | --------- | --------- | --------------------- |
| · общий рейтинг                                                       |           |           |                       |
| 93%                                                                   | 85%       | 74%       | 72%                   |
| взрослый пассажир                                                     | ребёнок   | пешеход   | активная безопасность |
| Протестированная модель: Range Rover Velar 2.0 diesel 4×4, RHD (2017) |           |           |                       |